# Tominovac
Tominovac is een plaats in de gemeente Kutjevo in de Kroatische provincie Požega-Slavonië. De plaats telt 204 inwoners (2001).